# David Livingston
David Livingston és un productor i director de televisió estatunidenc. És conegut principalment per la seva participació en l'escriptura i la producció de les diverses franquícies modernes de Star Trek.
Livingston també ha participat com a productor en diversos episodis de Seven Days i Threshold, així com en un remake televisiu del 2002 de Carrie.

## Carrera

### Star Trek
Livingston va començar la seva feina amb Star Trek com a gerent de producció d’unitat a La nova generació el 1988 abans de ascendir de rang per convertir-se en productor supervisor el 1992 per a La nova generació i la posterior sèrie Trek. Va ser supervisor de producció a Star Trek: La nova generació, Star Trek: Deep Space Nine i Star Trek: Voyager. Ha dirigit dos episodis de "La nova generació", 17 episodis de "Deep Space Nine", 28 episodis de "Voyager" i 14 episodis de "Enterprise", amb un total de 62 episodis. També ha escrit l'episodi de la primera temporada de "Star Trek: Deep Space Nine" "The Nagus".
El 1994, Livingston va ser nominat, juntament amb la resta del personal de producció de la sèrie, a un Emmy a la millor sèrie dramàtica per La nova generació.

### Contribucions a l'univers deStar Trek
Un peix lleó a l'aquari de la sala de preparació de Jean-Luc Picard durant els set anys de Star Trek: La nova generació va ser anomenat Livingston en honor seu, pel director d'art Herman F. Zimmerman. També van rebre el seu nom la nau estel·lar USS Livingston i el vicealmirall David Livingston de la Flota Estel·lar, que figurava a les plaques de dedicació de l'USS Enterprise (NCC-1701-D), USS Defiant, USS Pasteur, USS São Paulo i USS Voyager.

### Altres treballs
Livingston ha estat productor en diversos episodis de la sèrie de televisió de ciència-ficció Seven Days i Threshold. També ha estat director en episodis de Baywatch Nights, Seven Days, Viper, Sliders i Strong Medicine. L'any 2000, Livingston va escriure, dirigir i produir "Slice of Life", un curtmetratge protagonitzat per Matthew Baer, Patricia Tallman i Robert Picardo, de Star Trek: Voyager.
El 2004, Livingston va inaugurar una exposició de fotografia titulada "The Sign", amb fotografies originals del  Hollywood Sign. El 2005, va inaugurar una altra exposició titulada "Slice of Life" que presentava algunes de les fotografies experimentals de Livingston.
Livingston va treballar com a fotògraf per a WENN durant nou mesos, abans de ser contractat per treballar com a fotògraf autònom per a Getty Images.